# Unkvadunium
Unkvadunium, med kemisk beteckning Uqu, är det tillfälliga IUPAC-namnet på det grundämne i periodiska systemet, som har atomnummer 141. Det kan också kallas eka-meitnerium efter Dmitrij Mendelejevs förutsägelser om det periodiska systemet. Enligt vissa teorier har detta grundämne högre atomnummer i det periodiska systemet än vad som är möjligt.
Unkvadunium är det tjugoförsta grundämnet i den åttonde perioden i det periodiska systemet.

## Slutet på det periodiska systemet
Antalet möjliga grundämnen är okänt. Enligt vissa beräkningar slutar det periodiska systemet strax efter “Ön av stabilitet”, som har sitt centrum vid atomnummer 126, unbihexium och begränsas uppåt av antalet möjliga protoner och neutroner. Enligt andra beräkningar finns det kanske inte ens något slut på antalet möjliga atomnummer. Andra förutsägelser är att periodiska systemet avslutas med atomnummer 128 (John Emsley) och atomnummer 155 (Albert Khazan).
Det finns åtminstone tre modellberäkningar kring det periodiska systemets avslut:
- Feynmans beräkningar som tyder på att grundämne 137, eller 173 utgör slutet.[9]
- Bohrs modell som också tyder på en begränsning vid atomnummer 137 och kräver annars elektroner som kan röra sig med en hastighet högre än ljusets.[10]
- Diracekvationen, enligt vilken inte heller atomnummer 173 behöver utgöra en gräns för det periodiska systemet.[11][12][7]